# Fritz Näf

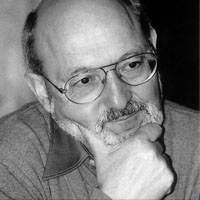
Fritz Näf

Fritz Näf (* 24. Oktober 1943 in Weiach) ist ein Schweizer Dirigent.

## Biografie

### Ausbildung
Fritz Näf besuchte nach der obligatorischen Schulzeit von 1958 bis 1963 das Lehrerseminar in Schiers, Graubünden. Zwischen 1964 und 1969 studierte er Sologesang an den Musikhochschulen Zürich und Basel bei Sylvia Gähwiller (1909–1999). 1964 bis 1965 absolvierte er eine Ausbildung zum Lehrer für musikalische Früherziehung und Grundkurse. Zwischen 1969 und 1973 erwarb er an der Staatlichen Hochschule für Musik in Freiburg im Breisgau bei Professorin Brigitte Münz das Konzertdiplom (Prüfung der künstlerischen Reife). Es folgten Meisterkurse bei Ernst Haefliger in Zürich (1970 und 1971), bei Jennie Tourel in New York (1971/1972) sowie bei Kurt Equiluz in Stuttgart (1979). In den Jahren 1974 bis 1979 bildete er sich bei Kurt Huber  in Winterthur weiter. Zwischen 1977 und 1980 studierte er Chorleitung und ab 1979 Orchesterleitung beim Komponisten und Dirigenten Erich Schmid.

### Lehr- und administrative Tätigkeit
Nach kurzer Berufstätigkeit als Primarlehrer unterrichtete er zwischen als Lehrer für musikalische Grundkurse (1964–1969), als Lehrer für Sologesang am Lehrerseminar in Liestal (1973–1976) und ab demselben Jahr auch als SMPV-Lehrer (Berufsausbildung). Die Fächer Sologesang und Vokalensemble lehrte er sowohl an Schola Cantorum Basiliensis (1976–1986) als auch an der Musikschule und Konservatorium Winterthur (1986–2000). Ab Juni 1969 bis 1978 übernahm er den Aufbau und die Leitung der Jugend-Musikschule Reinach (BL).
Später (1976–1986) war er Leiter der Ausbildung «Lehrer für Musikalische Früherziehung und Grundkurse» an der Musik-Akademie der Stadt Basel. Von 1976 bis 1986 leitete er die «Musikalischen Grundkurse» an den Schulen der Stadt Basel. 1977 bis 1978 war er Leiter des «Funkkollegs Musik» für die Schweiz. 1986 bis 2000 stand er zuerst als Direktor der «Musikschule und Konservatorium Winterthur» (Musikhochschule) vor wurde sodann Rektor der neu gegründeten Hochschule Musik und Theater Zürich (HMT). 1991 bis 2000 präsidierte er die KDSK (Konferenz der Direktorinnen und Direktoren der Schweizerischen Konservatorien und Musikhochschulen) und 1988 bis 1992 war er im Vorstand der Othmar-Schoeck-Gesellschaft. Seit April 2004 ist er Präsident der Willy-Burkhard-Gesellschaft.

### Künstlerische Tätigkeit
Bereits seit 1961 wirkte er als Sänger in der Schweiz und ab 1969 als Konzert- und Opernsänger in ganz Europa. Um 1970 war Näf Mitglied des vom Oboisten Michel Piguet (1932–2004) im Jahre 1964 gegründeten Ensembles «Ricercare». Dieses Ensemble musizierte konsequent nach den Erkenntnissen der historischen Aufführungspraxis. In den folgenden Jahren arbeitete Näf als Sänger mit Hans-Martin Linde, sehr intensiv mit dem Kantor der Dresdner Kreuzkirche Martin Flämig, aber auch mit Paul Sacher zusammen. Als Opernsänger wirkte er in Zusammenarbeit mit der «Aargauer Opern Bühne» (1969/1970) in Zar und Zimmermann (1837) von Albert Lortzing und anderen Produktionen mit. Mehrere Jahre war er Mitglied des von Edwin Löhrer (1906–1991) geleiteten Coro della Radio Svizzera Italiana in Lugano. Zudem arbeitete Näf in den folgenden Jahren mit Beat Raaflaub (Basel), Klaus Knall (Zürich), Étienne Krähenbühl (Basel), André Charlet (Lausanne), Helmuth Rilling (Stuttgart), Ulrich Bremsteller (Berlin), Räto Tschupp (Zürich), Jakob Kobelt (Zürich), August Wenzinger (Basel), Serge Commissione (Göteborg), Paul Colleaux (Nantes), Willi Gohl (Winterthur) und Michel Corboz (Lausanne) zusammen.
1978 gründete er aus der Lehrtätigkeit an der Schola Cantorum Basiliensis das professionelle Vokalsensemble Basler Madrigalisten. 1997 erfolgte in Zusammenarbeit mit dem Tonhalle-Orchester Zürich die Gründung des Schweizer Kammerchors. Seit Dezember 2000 ist Näf vollzeitlicher künstlerischer Leiter des Schweizer Kammerchors und der Basler Madrigalisten. Er war Gastdirigent bei verschiedenen Chören und Orchestern im In- und Ausland, etwa beim «Radio della Svizzera Italiana Lugano», Orchester des Musikkollegium Winterthur, Concerto Köln und L’arpa festante" München, Tonhalle-Orchester Zürich, «Kammerorchester Kiev» und «Philharmonisches Orchester Tscherniwzi». Auf Einladung von Kurt Masur ist er seit 2000 Gastdirigent beim Choeur de Radio France. Zahlreiche Radio- und Fernsehproduktionen sowie CD-Einspielungen dokumentieren das Schaffen von Fritz Näf während der letzten 30 Jahre.